# 科馬斯·索拉彗星
科馬斯·索拉彗星（32P/Comas Solà）是一顆週期彗星，目前的軌道周期為8.8年。彗核直徑估計為8.4公里。
1926年11月5日，加泰隆尼亞天文學家朱塞普·科馬斯·索拉發現科馬斯·索拉彗星。作為法布拉天文台（巴塞隆納）小行星研究工作的一部分，他使用一架6英寸（150 毫米）望遠鏡拍攝照片。該彗星過去的軌道演變成為人們關注的焦點，因為早期一些天文學家提出，該彗星可能是當時失蹤彗星113P/史匹塔勒的回歸。1935年，P. Ramensky研究自1911年以來彗星的軌道運動。他注意到彗星在1912年5月曾非常接近木星，在這次接近之前，彗星的近日點距離為2.15天文單位，軌道周期為9.43年。
1969年，蘇聯天文學家克利姆·楚留莫夫與斯維特拉娜·格拉希門克在搜尋科馬斯·索拉彗星時，意外發現一顆新彗星—67P/楚留莫夫-格拉希門克彗星。

## 外部連結
- 科馬斯·索拉彗星 at the JPL Small-Body Database
  - Close approach · Discovery · Ephemeris · Orbit diagram · Orbital elements · Physical parameters

- Elements and Ephemeris for 32P/Comas Sola – Minor Planet Center
- 32P/Comas Sola – Seiichi Yoshida @ aerith.net
- 32P/Comas Solà – Gary W. Kronk's Cometography